# Spasmodische Dysphonie
Die spasmodische Dysphonie, auch laryngeale Dystonie oder Sprechkrampf genannt, ist eine neurologische Erkrankung aus dem Formenkreis der Dystonien. Dabei gibt es zwei unterschiedliche Formen: den Adduktortyp (dieser geht mit einer gepressten Stimme und mit Pausen und Abbrüchen in der Stimmbildung einher) sowie den selteneren Abduktortyp (der sich durch Flüstersprache mit einer Tendenz zu versiegendem Sprechen auszeichnet).
Die Ursachen dieser Erkrankung sind nicht bekannt.

## Diagnostik
Neben einer Video-Laryngoskopie mit Stroboskopie mit auditiver Stimmbeurteilung ist vor allem ein EMG der Larynxmuskulatur (M.vocalis) für die Diagnose entscheidend.

## Therapie
Seit etwa dem Beginn der 1990er-Jahre wird die spasmodische Dysphonie durch Botulinumtoxin-Injektionen behandelt. Die Injektionen müssen in individuellen Abständen wiederholt werden. Bei zusätzlich funktioneller Überlagerung ist eine Stimmtherapie (z. B. bei einem Logopäden) unterstützend.